# Ленинский сельсовет (Кирсановский район)
Ленинский сельсовет — муниципальное образование со статусом сельского поселения в Кирсановском районе Тамбовской области.
Административный центр — село Ленинское.

## История
В соответствии с Законом Тамбовской области от 17 сентября 2004 года № 232-З установлены границы муниципального образования и статус сельсовета как сельского поселения.

## Население
| 2010  | 2012  | 2013  | 2014  | 2015  | 2016  | 2017  |
| ----- | ----- | ----- | ----- | ----- | ----- | ----- |
| 1382  | ↘1338 | ↗1340 | ↘1298 | ↘1271 | ↘1226 | ↘1224 |
| 2018  | 2019  | 2020  | 2021  |       |       |       |
| ↘1211 | ↘1193 | ↘1169 | ↘1005 |       |       |       |

## Состав сельского поселения
| № | Населённый пункт | Тип населённого пункта       | Население |
| - | ---------------- | ---------------------------- | --------- |
| 1 | Екатериновка     | деревня                      | 58        |
| 2 | Ира              | село                         | 175       |
| 3 | Искра            | посёлок                      | 3         |
| 4 | Красный          | посёлок                      | 35        |
| 5 | Ленинское        | село, административный центр | 977       |
| 6 | Мельничный       | посёлок                      | 8         |
| 7 | Овсяновка        | село                         | 126       |
| 8 | Серпы            | посёлок                      | 0         |